# Tumelo Khutlang
Tumelo Khutlang (ur. 23 października 1995 w Teyateyaneng) – sotyjski piłkarz grający na pozycji lewoskrzydłowego. Od 2023 jest zawodnikiem klubu Lioli FC.

## Kariera klubowa
Swoją karierę piłkarską Khutlang rozpoczął w klubie Sundawana FC. W sezonie 2014/2015 zadebiutował w jego barwach w pierwszej lidze sotyjskiej. W latach 2015–2018 występował w Lioli FC. W sezonie 2015/2016 wywalczył z nim mistrzostwo, a w sezonach 2016/2017 i 2017/2018 dwa wicemistrzostwa Lesotho.
Latem 2018 Khutlang przeszedł do południowoafrykańskiego klubu Black Leopards FC. Swój debiut w nim zaliczył 18 sierpnia 2018 w zremisowanym 2:2 wyjazdowym meczu z Chippa United FC. W zespole tym spędził trzy sezony.
W 2021 roku Khutlang został zawodnikiem klubu Moroka Swallows FC. Zadebiutował w nim 11 grudnia 2021 w przegranym 0:1 domowym meczu z Marumo Gallants FC. W 2023 roku wrócił do Lioli FC.

## Kariera reprezentacyjna
W reprezentacji Lesotho Khutlang zadebiutował 20 maja 2015 w przegranym 0:2 meczu COSAFA Cup 2015 z Eswatini.